# 光明市

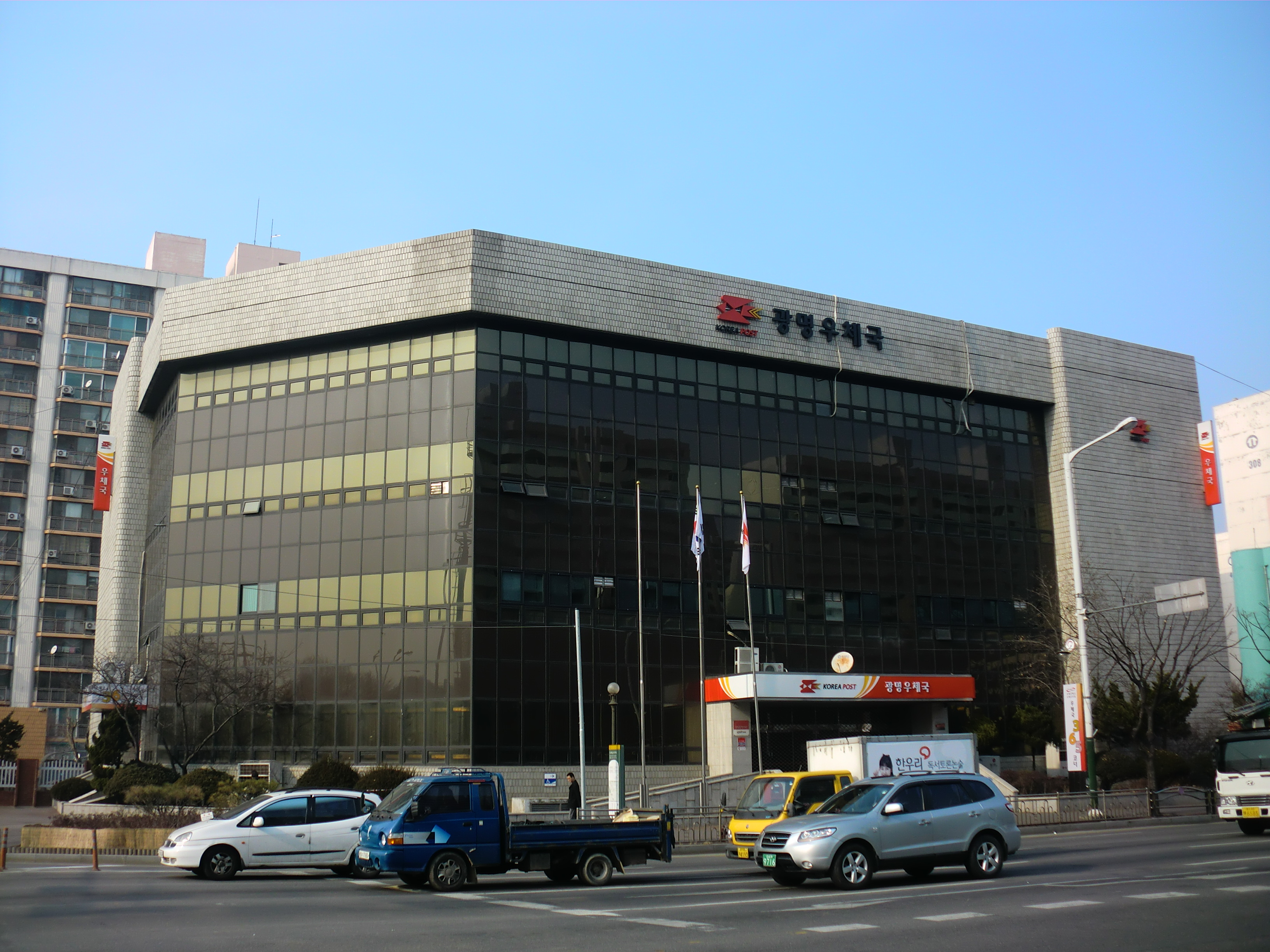
光明郵便局

光明市（クァンミョンし/こうめいし）は、大韓民国京畿道中西部にある市。ソウル特別市の南西に隣接する。ソウル近郊のベッドタウンのひとつである。

## 沿革
- 1981年7月1日 - 始興郡所下邑から光明市に昇格。
- 1983年2月15日 - 始興郡蘇莱邑玉吉里の一部を編入。
- 1995年3月1日 - 一部をソウル特別市衿川区に編入。

## 行政

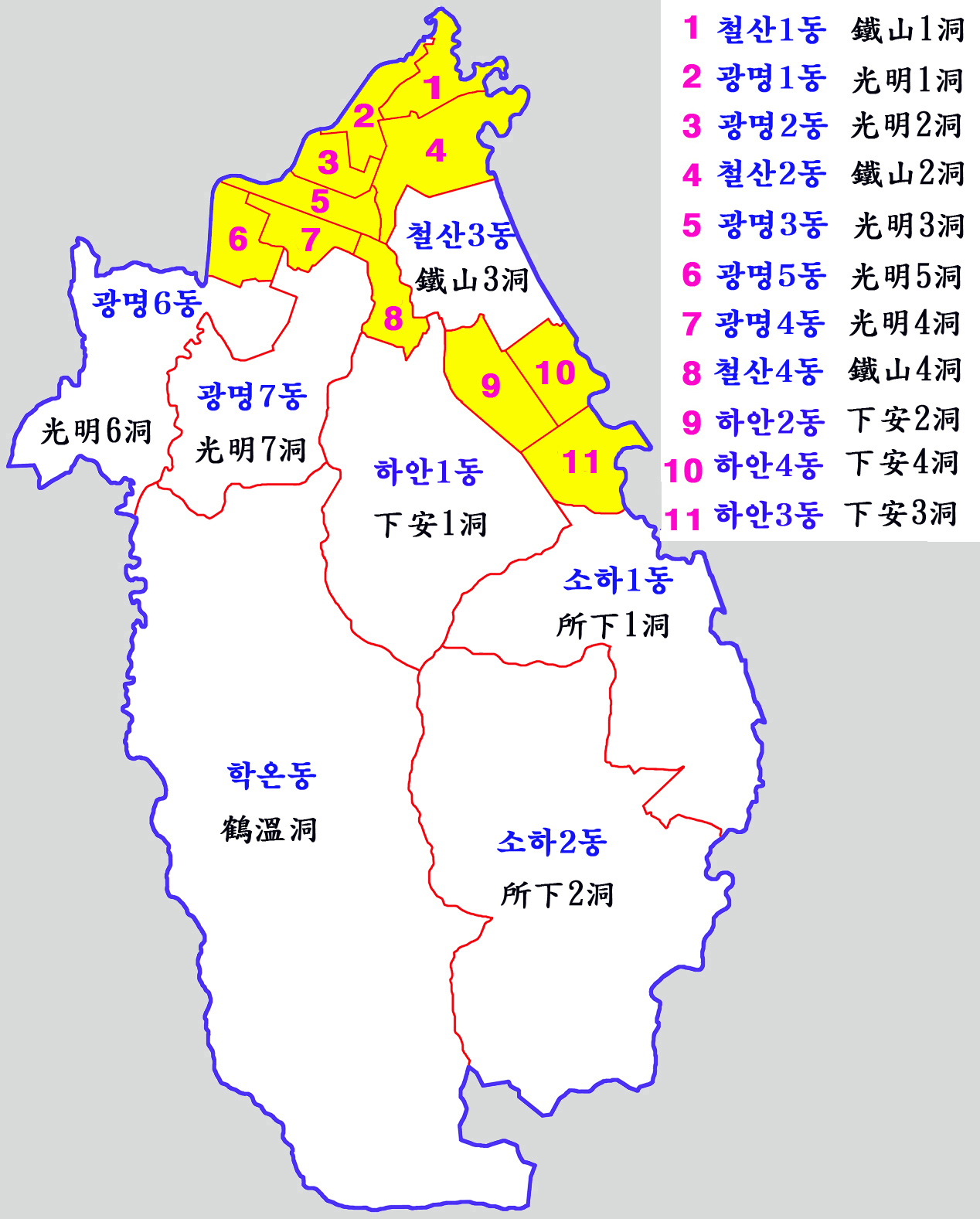
行政区域図

### 行政区域
| 行政洞  | 法定洞           |
| ------- | ---------------- |
| 光明1洞 | 光明洞           |
| 光明2洞 | 光明洞           |
| 光明3洞 | 光明洞           |
| 光明4洞 | 光明洞           |
| 光明5洞 | 光明洞           |
| 光明6洞 | 光明洞、玉吉洞   |
| 光明7洞 | 光明洞           |
| 鉄山1洞 | 鉄山洞           |
| 鉄山2洞 | 鉄山洞           |
| 鉄山3洞 | 鉄山洞           |
| 鉄山4洞 | 鉄山洞           |
| 下安1洞 | 下安洞           |
| 下安2洞 | 下安洞           |
| 下安3洞 | 下安洞           |
| 下安4洞 | 下安洞           |
| 所下1洞 | 所下洞           |
| 所下2洞 | 所下洞           |
| 日直洞  | 日直洞           |
| 鶴温洞  | 老温寺洞、駕鶴洞 |

### 警察
- 光明警察署

### 消防
- 光明消防署

## 交通

### 鉄道
- 京釜高速線（KTX・首都圏電鉄1号線）

光明駅
- ソウル交通公社
  - 7号線

鉄山駅 - 光明サゴリ駅

### バス
- 光明総合ターミナル　光明駅と一体化している。高速バスは束草・全州行きが発着。いずれも鉄山市外バスターミナルまで乗り入れる。市外バスは城南方面へ運行。空港バスは仁川国際空港からの6004番と・仁川国際空港・金浦国際空港からの6014番が発着。

### 高速道路
- 西海岸高速道路
  - 光明駅インターチェンジ  - 日直ジャンクション
- 第二京仁高速道路
  - 光明インターチェンジ - 日直ジャンクション

## 観光
- 光明ドーム競輪場
- 梧里文化祭
- 雲山自然公園
- 道徳山自然公園

## 交流都市
国内
- 堤川市（忠清北道）
  - 2008年4月18日に連携。

国外
- オスナブリュック（ニーダーザクセン州）
  - 1997年9月29日に連携。
- オースティン（テキサス州）
  - 2001年2月6日に連携。
- 聊城市（山東省）
  - 2003年11月5日に友好協力に合意し、2005年5月3日に連携を結んだ。
- 大和市（神奈川県）
  - 2009年11月24日に連携。

## 出身者
- 林宣根（元囲碁棋士）
- オンユ（SHINeeリーダー）